# 四日市ジャンクション
四日市ジャンクション（よっかいちジャンクション）は、三重県四日市市にある東名阪自動車道と伊勢湾岸自動車道および新名神高速道路のジャンクション (JCT)である。

## 概要
E23東名阪自動車道とE1A伊勢湾岸自動車道・E1A新名神高速道路をつなぐハーフタービン型のジャンクションで、東京方面と名古屋・大阪方面を結ぶ2ルートの高速道路が交差する。
ジャンクション造成地の一部は伊坂城の跡地にかかっていたことから、埋蔵文化財発掘調査の折りに調査団は日本道路公団に遺跡保護のために路線変更を求めた。しかし、都市計画決定後であったことから変更は困難として、伊坂城跡は記録保存となった。
当JCTから東名阪自動車道の名古屋方面では、利用距離あたりの高速料金が大都市近郊区間の料金水準となる。

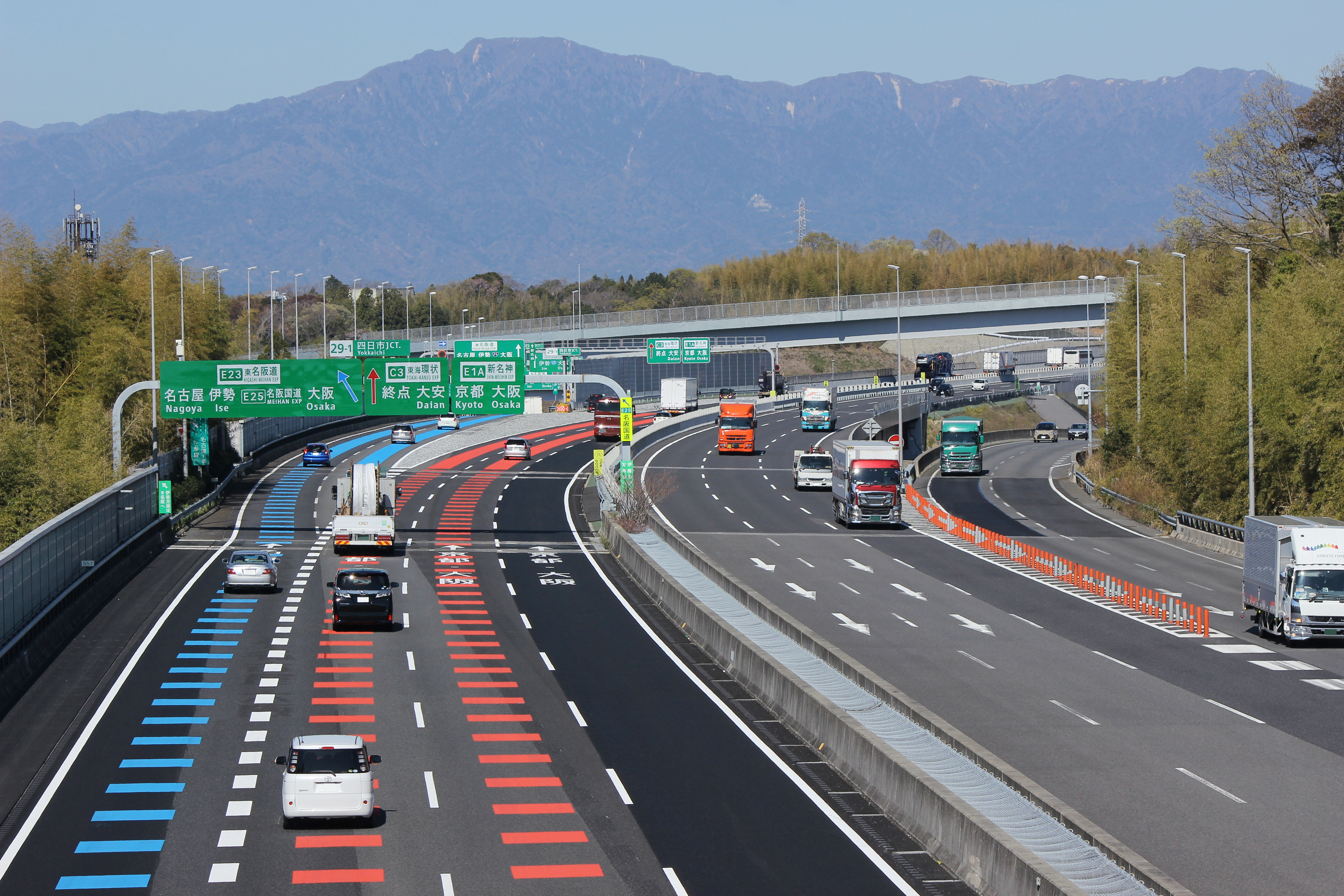
E1A伊勢湾岸自動車道側から見るJCT。奥は鈴鹿セブンマウンテンの峰々。
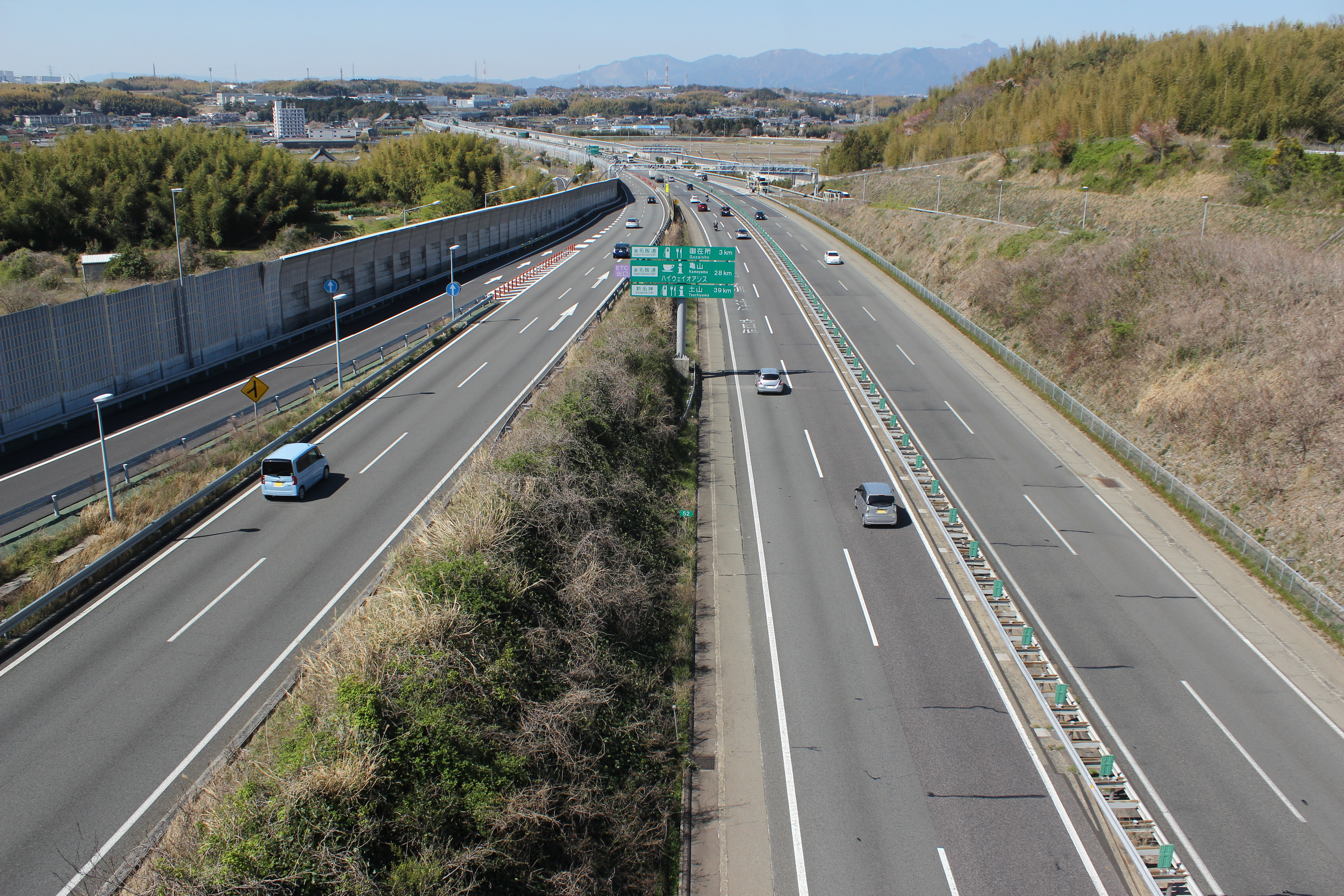
JCTからE23東名阪自動車道亀山方面を望む
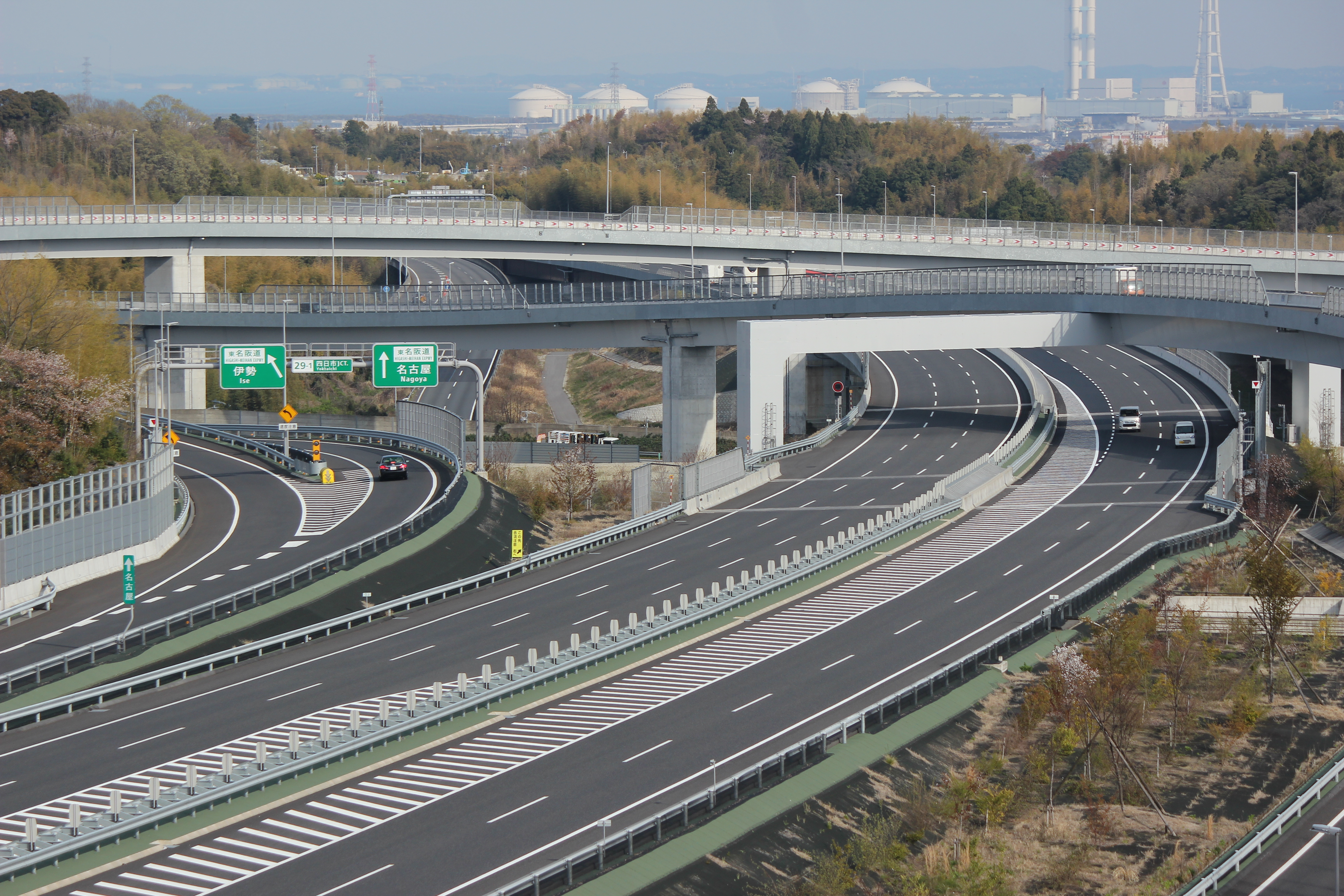
E1Aの本線部は当該JCTを境に車線数が変化する。画面奥が伊勢湾岸自動車道。

## 歴史

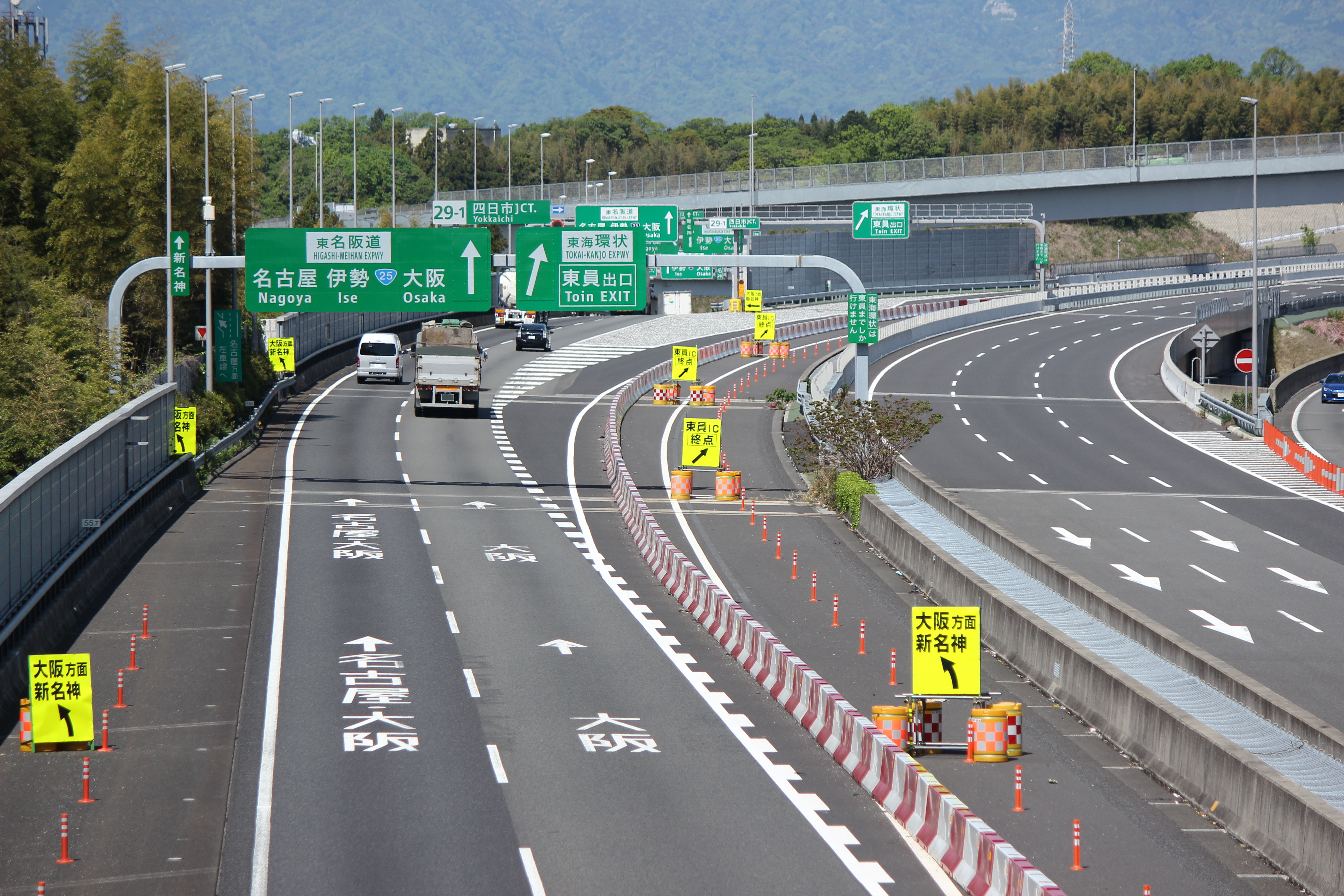
新名神高速道路と東海環状自動車道を合わせて東員ICまで開通していた頃の四日市JCT。

- 2003年（平成15年）3月21日：伊勢湾岸自動車道・みえ川越IC - 四日市JCT間開通に伴い、供用開始[3]。
- 2016年（平成28年）8月11日：新名神高速道路・四日市JCT - 新四日市JCT間開通[4]。

## 接続する道路
- E23 東名阪自動車道
- E1A 伊勢湾岸自動車道
- E1A 新名神高速道路

## 隣
E23 東名阪自動車道
(29) 桑名IC - (29-1) 四日市JCT - (30) 四日市東IC
E1A 伊勢湾岸自動車道
(16) みえ朝日IC - (29-1) 四日市JCT
E1A 新名神高速道路
(29-1) 四日市JCT - (1) 新四日市JCT